# Island - anderledes ferie
Island - anderledes ferie er en dansk dokumentarfilm fra 1976 instrueret af Aksel Hald-Christensen.

## Handling
Rejsefilmfotografen Aksel Hald-Christensen besøger Island og lægger vejen forbi nogle af vulkanøens unikke turist - og naturseværdigheder, mens han fortæller om landets historie og det nuværende moderne islandske samfund.